# Повитуха

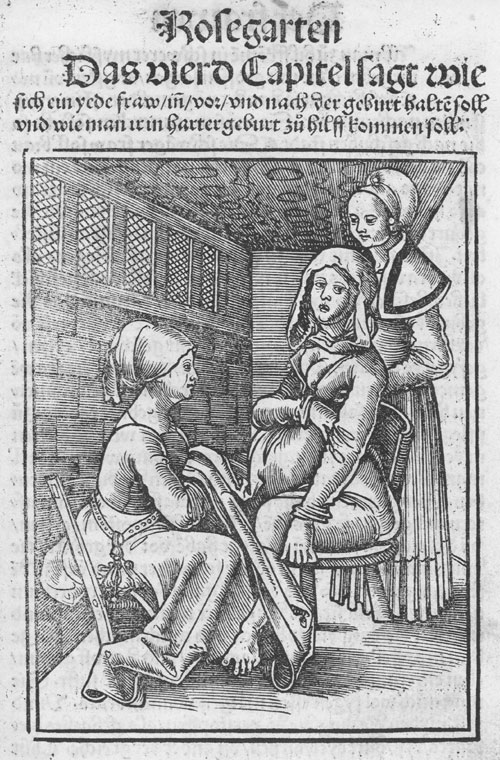
Повитуха (німецька гравюра 1513).

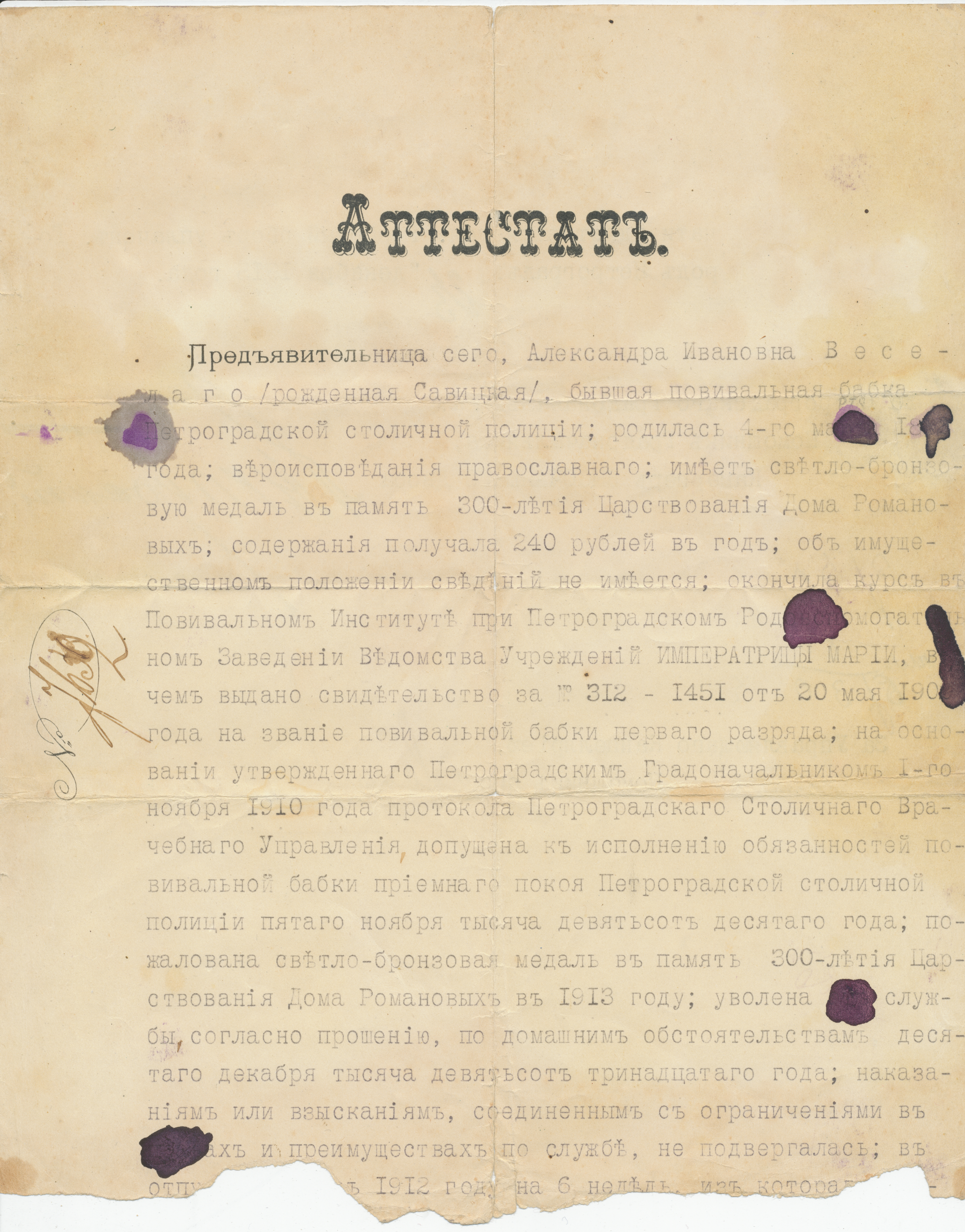
Атестат колишньої повивальної бабки I-го розряду Петроградської столичної поліції Олександри Іванівни Веселаго (до шлюбу Савицької), яка закінчила курси в Повивальному інституті при Петроградському родопомічному закладі Відомства установ імператриці Марії, виданий в 1915 році

Повиту́ха — розмовна назва жінки, яка супроводжує пологи. Одна з найстаріших професій, до появи науки акушерства була найпоширенішою галуззю народної медицини. Також відома як сповитуха, баба-бранка, баба або бабка.

## Короткі відомості
Перші згадки про повитух містяться в єгипетських папірусах 1900—1550 років до н. е. Ця професія була виключно жіночою.
В античному світі існували повитухи трьох ступенів: майстрині техніки прийняття пологів, знавчині з акушерства та гінекології та висококласні медикині.
В дохристиянській Європі повитуха була жрицею або знахаркою. Вона керувала пологами та проводила ініціаційні обряди після народження дитини. В східно-європейських суспільствах статус повитухи залишався високим навіть після прийняття християнства.
З 18 століття в Російській імперії існували вищі та середні заклади для повитух — Повивальні інститути, які проіснували до 1917 року. Діяльність повитух регламентувалась спеціальним статутом — «Статут повивальним Бабкам».
Баби-повитухи допомагали породіллям спеціальними амулетами, заговореною водою тощо. Так, щоб “розв’язалися” пологи, повитуха розплітала породіллі коси, розв’язувала на одязі всі вузлики, підвішувала її за руки, струшувала, обприскувала “з вуглинки”, розминала їй живіт для “виходу” плоду…  При цьому, чим більше бабка-повитуха знала подібних прийомів, наче прискорюючих пологи, тим більш досвідченою і розумною вона вважалася в акушерській справі.

## В Україні
В Україні «повитуху» називали «баба». У північних регіонах говорили «баба», «бабка», в Середньому Подніпров'ї — «пупорізка», «породільна», на Гуцульщині — проста баба, баба. Усе пов'язане з пологами в Україні називалося «бабування», бабництво, бабкувата, бабити. Так, Марко Грушевський розповідав про бабування у контексті вивчення дитинства. Етнографи Іван Беньковський, Олександр Малинка, Володимир Ястрєбов писали про бабу, вивчаючи обрядовість, пов'язану з народженням дитини.